# استان شماره ۱
استان شماره ۱ (به لاتین: Province No. 1) (نام‌های پیشنهادی: کوشی یا پوربانچال) یکی از هفت استان نپال است. استان شماره ۱ ۲۵٬۹۰۵ کیلومتر مربع مساحت و ۴٬۵۳۴٬۹۴۳ نفر جمعیت دارد.
این استان که براساس قانون اساسی نپال در ۲۵ سپتامبر ۲۰۱۵ تأسیس شده‌است دارای ۲۸ کرسی پارلمانی و ۹۳ کرسی استانی است که نمایندگی در انتخابات توسط مردم انتخاب می‌شوند.

## جغرافیا
استان شماره یک که مساحت ۲۵۹۰۵ کیلومترمربع را دربرمی‌گیرد دارای سه بخش جغرافیایی است: هیمالیا در شمال، مناطق تپه‌ای در مرکز و ترای یا دشت‌ها در جنوب که ارتفاع مناطق از ۷۰ متر تا ۸٬۸۴۸ متر متغیر است است. ترای، از شرق به غرب امتداد یافته و از خاک‌های آبرفتی تشکیل شده‌است.
کوه اورست بلندترین کوه جهان با ۸۸۴۸ متر ارتفاع و کانگچنجونگا سومین کوه مرتفع با ۸۵۹۸ متر ارتفاع در این استان قرار دارند، از طرفی پست‌تریت نقطه نپال که با نام کچانا کاوال شناخته می‌شود با ارتفاع ۷۰ متر در بخش جاپا این استان واقع شده‌است. رود کوشی با هفت شاخه خود در این استان جریان دارد به همین دلیل استان شماره ۱ یکی از مناطق پرآب نپال محسوب می‌شود.
گیاهان توندرا، جنگل مخروطی، جنگل‌های موسمی برگریز و جنگل‌های همیشه سبز گرمسیری در استان یافت می‌شود. انواع آب و هوای نیمه گرمسیری، معتدل، زیر معتدل و آلپی و توندرا در استان شماره ۱ وجود دارد.

## آب و هوا
شرایط آب و هوایی نپال با توجه به ویژگی‌های جغرافیایی آنها از یک مکان به مکان دیگر متفاوت است. استان شماره ۱ دارای سه جغرافیا مختلف است: دشت‌ها یا ترای، منطقه‌های تپه‌ای و ارتفاعات هیمالیا. مناطق شمالی استان تابستان‌ها خنک و زمستان‌های بسیار سرد است، در حالی که در تابستان مناطق جنوبی آب و هوای گرمسیری و زمستان‌ها هوا معتدل است. استان شماره ۱ دارای ۵ فصل است: بهار، تابستان، موسمی، پاییز و زمستان.

## ترابری
به دلیل کوهستانی بودن و نوع خاص جغرافیایی کشور نپال شبکه جاده‌ای این استان به خوبی توسعه نیافته و فقط خدمات هواپیمایی در دسترس است. تقریباً تمامی بخش‌های استان شماره ۱ دارای جاده هستند اما شرایط جاده‌ها در مناطق کوهستانی و تپه‌ای در فصل بارانی نامناسب و حرکت خودرو به کندی انجام میشود.
بزرگراه‌های اصلی این استان در مناطق کم ارتفاع شامل بزرگراه مچی، بزرگراه کوشی، بزرگراه ساگارماتا و بزگراه ماهندرا میشود. همچنین استان شماره ۱ دارای سیزده فرودگاه می‌باشد که خدمات پروازی داخلی را ارائه میکنند.
1. فرودگاه بهوجپور (Bhojpur)
2. فرودگاه بیراتناگر (بیراتنگار)
3. فرودگاه کانگل داندا (Kangel, Solukhumbu)
4. فرودگاه‌مان مایا (Khanidanda, Khotang)
5. فرودگاه تامکارکا (Khotang Bazar)
6. فرودگاه لامیداندا ( Lamidanda, Khotang )
7. فرودگاه تنزینگ-هیلاری (Lukla, Solukhumbu)
8. فرودگاه فاپلو (Phaplu, Solukhumbu)
9. فرودگاه رومجاتار (Rumjatar, Okhladhunga)
10. فرودگاه سینگابوچ (Syangboche, Solukhumbu)
11. فرودگاه تاپلجونگ (Taplejung)
12. فرودگاه تاملینگتار (Tumlingtar, Sankhuwasabha)
13. فرودگاه بهادراپور (Bhadrapur, Jhapa)
14. فرودگاه داران (Dharan, Sunsari) (پیشنهاد شده)[۳]